# Hentaigana
Gli hentaigana (変体仮名? lett. "varianti di kana") sono dei caratteri fonetici che rappresentano delle more, utilizzati per la lingua giapponese, varianti storiche dell'attuale hiragana e katakana. Sono in gran parte residui storici del man'yōgana, laddove molti kanji potevano essere usati per rappresentare lo stesso suono. Gli hentaigana furono in altre parole il frutto della stessa semplificazione del man'yōgana – che spesso avveniva attraverso l'uso di forme corsive – che diede alla luce i sillabari hiragana e katakana (ma soprattutto il primo) nelle forme che conosciamo oggi.
Gli hentaigana erano usati in maniera abbastanza interscambiabile con i loro equivalenti dello standard contemporaneo fino agli inizi del '900, quando si impose l'uso di un solo segno hiragana per mora. Sono inclusi nell'Unicode a partire dalla versione 10.0.0.

## Uso contemporaneo

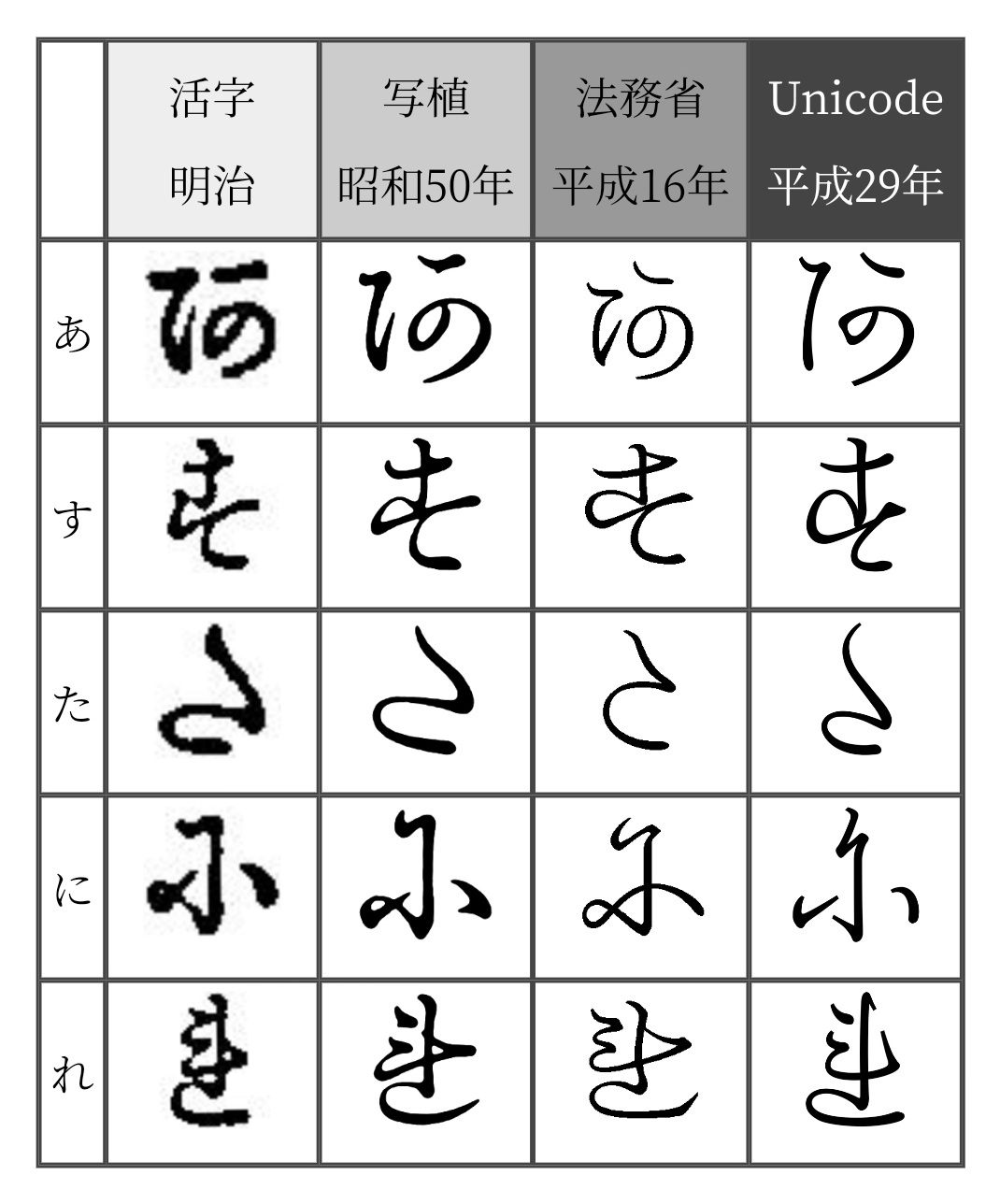
Gli hentaigana vengono dimenticati e distorti a poco a poco. Da sinistra è il periodo Meiji, 1975, 2004, 2017.

Hentaigana sono generalmente reputati obsoleti, ma alcuni usi marginali rimangono, come ad esempio nelle insegne di alcuni tipi di esercizi commerciali. Hentaigana sono spesso usati in alcuni documenti formali, ad esempio nei certificati di arti marziali giapponesi, in documenti di gruppi religiosi, e in generale sono usati oggi per dare un tocco arcaico al testo.

## Lista incompleta

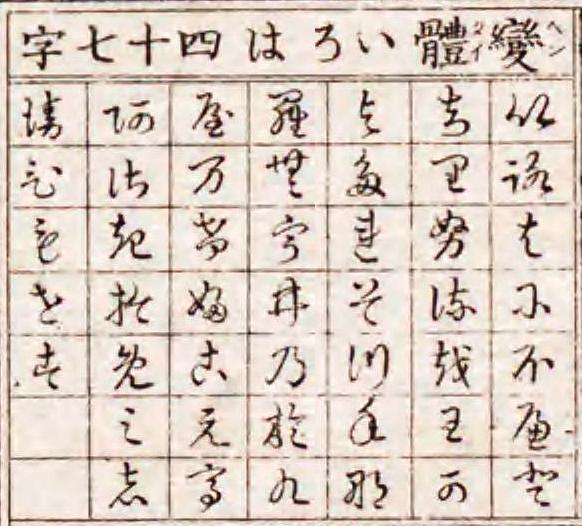
現今児童重宝記 : 開化実益 (1886)

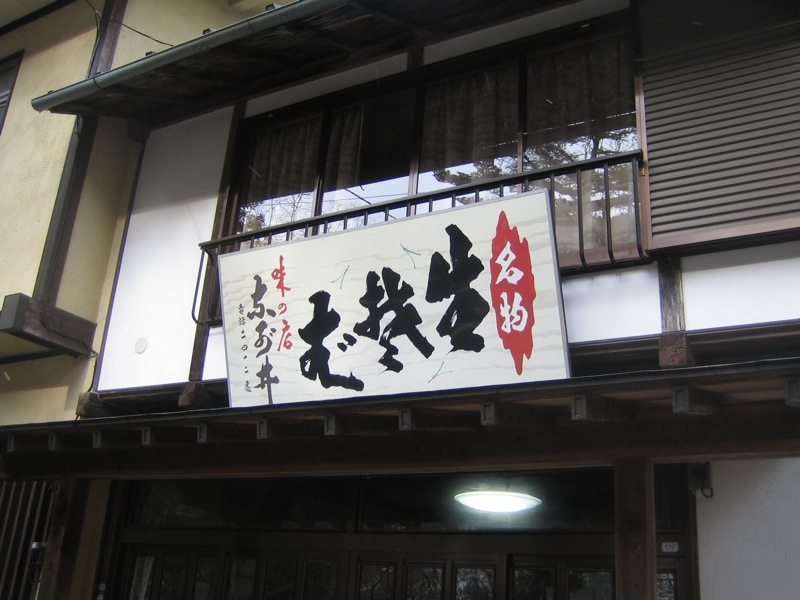
Un Ristorante di soba nella cui insegna sono usati hentaigana. La parola kisoba è scritta, da destra verso sinistra, con 生 ki,, con lo hentaigana derivato dal man'yōgana 楚 so e ba (者 ha con ゛ dakuten). Gli ultimi due sono trovati nella tabella che segue. Il testo nero verticale a sinistra è composto dagli hentaigana 奈 na, ga (可 ka con ゛), e dal kanji (ma anche hentaigana) 井 wi.

以（い  i）
江（え  e）
於（お  o）
可（か  ka, gi）
起（き  ki, gi）
古（こ  ko, go）
志（し  shi, ji）
春（す  su, zu）
多（た  ta, da）
奈（な  na）
能（の  no）
者（は  ha, ba）
由（ゆ  yu）
連（れ  re）
路（ろ  ro）
王（わ  wa）